# Raffaele Leone (architetto)
Raffaele Leone (Riposto, 11 ottobre 1897 – Catania, 9 dicembre 1981) è stato un architetto, ingegnere e pubblicista italiano.
È stato uno dei più importanti architetti e intellettuali della città di Catania. Fu vicepresidente nazionale dell'Ordine degli architetti. Fervente cattolico e antifascista, dopo aver conosciuto Luigi Sturzo e Mario Scelba si iscrisse al Partito Popolare. Fu grande amico di Vitaliano Brancati e in stretti rapporti anche con Giorgio La Pira, Leo Longanesi, Roberto Papini, Ercole Patti, oltre che con il partigiano Pompeo Colajanni.

## Biografia
Nacque a Riposto nel 1897, prestò servizio militare durante la prima guerra mondiale, si laureò nel 1922 in ingegneria civile, seguendo il corso di architettura alla "Regia Scuola di Applicazione per gl'Ingegneri" di Roma e fu allievo di Gustavo Giovannoni alla Scuola superiore di architettura di Roma. Nel 1929 fondò il sindacato degli architetti della Sicilia orientale, di cui divenne segretario.
Fu attivo e acuto pubblicista: i suoi corsivi, pubblicati su Il Popolo di Sicilia, lo misero in relazione con Ugo Ojetti. In particolare nel 1931, dopo la mostra del MIAR (Movimento italiano architettura razionale), redasse una serie di quindici articoli, intitolati Ex Voto, contenenti una critica del razionalismo architettonico (Leone utilizzava diversi pseudonimi, tra cui "Elle", "L'Edile", "Cavatine urbanistiche").
A partire dal 1926 e per circa un cinquantennio, fu architetto della fabbriceria del Duomo di Catania. Nel 1930, alla XII esposizione internazionale di architettura di Budapest, fu premiato con un diploma. In qualità di ingegneri, Leone, Giuseppe Samonà e Giulio Viola collaborarono al progetto dell'architetto Camillo Autore, che si aggiudicò nel 1931 il concorso per la ricostruzione della Palazzata di Messina, distrutta dal terremoto del 1908 (la giuria era composta da Ugo Ojetti, Francesco Fichera, Roberto Papini, Edmondo Del Bufalo). Nel 1932 fu relatore al I congresso internazionale d'arte di Venezia.
Tra il 1928 e il 1934 Leone fu protagonista, a Catania, del dibattito fra tradizione e modernità: fu relatore delle commissioni edilizie comunali e segretario della Commissione consultiva per il Piano Regolatore Generale; fu uno dei protagonisti del locale "Centro di Cultura Corporativa" e del "Sindacato Fascista Professionisti e Artisti". Ai tempi in cui Brancati era insegnante di liceo, Leone fondò il cosiddetto "Circolo dei Quattordici", di cui facevano parte, oltre agli stessi Leone e Brancati, il podestà Emanuele Giardina, Marco Colonna, Antonio Prestinenza, Giacomo Etna e altri intellettuali. Quando il questore convocò Leone per ordinargliene lo scioglimento, questi dichiarò di essersi recato a piedi in questura "per far vivere qualche minuto di più i Quattordici". 
Brancati così ricorda Leone nel suo libro I piaceri, del 1943:
(Vitaliano Brancati, I piaceri, ed. Bompiani, "i piccoli delfini", p. 41.)
Prima della seconda guerra mondiale diresse l'ufficio affari generali dei servizi di architettura all'E-42 e l'ufficio storico al commissariato generale dell'EUR. Con la liberazione d'Italia dal nazifascismo, venne nominato capo del personale civile e responsabile tecnico dell'AMGOT per la circoscrizione di Ionia. Nell'Italia repubblicana Leone divenne architetto di fiducia della Curia arcivescovile di Catania e dell'Ispettoria Salesiana Sicula.
È morto a Catania nel 1981.

## Opere

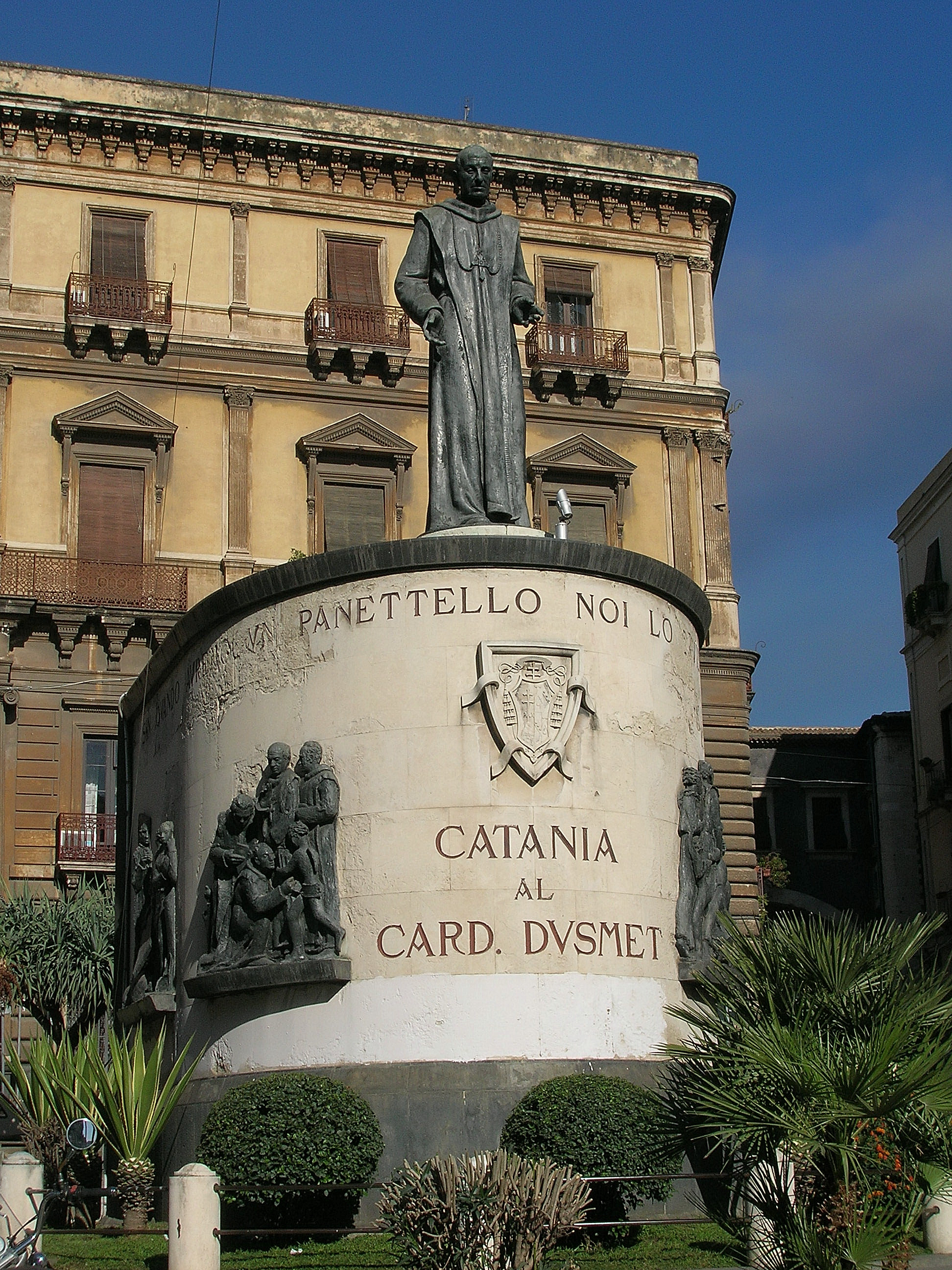
Il monumento al cardinale Dusmet (1935) in piazza San Francesco d'Assisi

Tra i suoi lavori più significativi, oltre alla già citata collaborazione con Samonà per la Palazzata di Messina, vi è il monumento a Giuseppe Benedetto Dusmet di piazza San Francesco d'Assisi, lo "Stadio dei Ventimila" (cominciato nel 1935 e inaugurato il 28 novembre del 1937, ma modificato a più riprese dopo la scomparsa di Leone e chiamato comunemente stadio Cibali, dal nome del quartiere), la Centrale Termoelettrica "SGES" di via Domenico Tempio (1952-1954), l'Istituto San Francesco di Sales e la Chiesa di Santa Maria de La Salette, tutte queste cinque opere realizzate a Catania, la casa Balilla di Siracusa, lo Stadio di Siracusa, il complesso della Chiesa di Sant'Anna a Caltagirone, varie chiese e istituti a Riesi, Caltanissetta e Mazzarino. Progettò anche la cosiddetta "Croce Lampada" della Basilica di San Pietro a Riposto, suo paese natale, e la decorazione della navata destra di questa stessa basilica.
Ebbe risonanza nazionale il suo restauro della Cattedrale di Catania, terminato nel 1958: Leone riportò alla luce dei sarcofagi normanni, la cappella della Madonna, l'originario transetto. Suoi sono anche il monumento funebre all'arcivescovo Carmelo Patanè e quello all'arcivescovo Guido Luigi Bentivoglio, quest'ultimo ancora in corso di completamento al momento della scomparsa di Leone.
Oltre a ciò, diverse sono le realizzazioni nella città di Catania:
- il palazzetto Fiorentino di via Grotte Bianche (1929)
- la palestra Enrico Toti in piazza Vaccarini (1931)
- il garage Giaconia di via Francesco Riso (1932)
- il palazzetto Rasà di via Tomaselli (1935)
- la chiesa di Santa Maria de La Salette (1945/1949)
- la chiesa di San Giovanni Bosco (1946)